# Mandos de las SS del campo de concentración de Auschwitz
Los mandos de las SS del campo de concentración de Auschwitz hacen referencia a aquellas unidades, mandos y agencias de las SS que operaron y administraron el campo de concentración de Auschwitz durante la Segunda Guerra Mundial. Debido a su gran tamaño y papel clave en el programa de genocidio nazi, el campo de concentración de Auschwitz incluía personal de varias ramas diferentes de las SS, algunas de las cuales tenían cotas de responsabilidad compartidas y superpuestas.
Más de 7.000 miembros de las SS sirvieron en Auschwitz desde el momento de la construcción del campo en 1940 hasta la liberación del campo por el Ejército Rojo en enero de 1945. Menos de 800 fueron juzgados por crímenes de guerra, de los cuales los más notables fueron los juicios de los comandantes del campo Rudolf Höss y Robert Mulka, así como varios otros juzgados entre 1946 y 1948.

## Cadena de altos mandos
El líder de las SS, el Reichsführer-SS Heinrich Himmler, era el oficial más alto de las SS con conocimiento de Auschwitz y la función que cumplía el campo. Se sabía que Himmler daba órdenes directas al comandante del campo, sin pasar por todas las demás cadenas de mando, en respuesta a sus propias directivas. Himmler también recibía de vez en cuando amplias instrucciones de Adolf Hitler o Hermann Göring, que luego interpretaba como mejor le parecían y las transmitía al comandante del campo de Auschwitz.
Por debajo de Himmler, el comandante operativo de las SS de mayor rango involucrado en Auschwitz era el SS-Obergruppenführer Oswald Pohl, quien ejerció como jefe de la Oficina Económica y Administrativa Central de las SS, conocida como SS-Wirtschafts-Verwaltungshauptamt o SS-WVHA. El subordinado de Pohl, el SS-Gruppenführer Richard Glücks, ejerció como Amtschef (Jefe de Departamento) de la Inspección de los Campos de Concentración, conocida como "Departamento D" dentro de la WVHA. Glücks es quien puede ser visto como el superior directo del comandante del campo de Auschwitz, el SS-Obersturmbannführer Rudolf Höss.
Además de esta cadena de mando directa, la ubicación geográfica de Auschwitz hizo que algunas de sus funciones de suministro para la guerra bajo la autoridad de los líderes regionales de las SS y del Partido Nazi. Cuando se construyó el campo por primera vez, Auschwitz estaba ubicado dentro de las fronteras del Gobierno General recién establecido, bajo el control del Reichsleiter Hans Frank. Antes de que Auschwitz fuera un campo de exterminio, Frank dejó la administración del campo principalmente a las SS, aunque sabía de la existencia del campo desde que Auschwitz cayó bajo su autoridad geográfica. Al mismo tiempo, todas las actividades de las SS en Auschwitz estaban bajo la autoridad del jefe de Policía y SS "Ost" (este) que, durante la mayor parte de la existencia de Auschwitz, fue Friedrich-Wilhelm Krüger (Wilhelm Koppe también ocupó este cargo desde finales de 1943 hasta principios de 1945 ). El subordinado de Krüger, el SS- und Polizeiführer de Cracovia también era técnicamente superior al comandante de Auschwitz y podía emitir órdenes sobre las necesidades en tiempos de guerra.
En 1942, el territorio en el que se encontraba Auschwitz había sido absorbido por el estado alemán de Alta Silesia y, a partir de entonces, estaba bajo el control geográfico del correspondiente Gauleiter. Durante la mayor parte de la última mitad de la existencia del campo, esta persona fue Karl Hanke, quien visitó Auschwitz y tenía pleno conocimiento del funcionamiento del campo. Durante el mandato de Hanke, el mando SS de la región se mantuvo igual, con el paso de Auschwitz al dominio administrativo de la división SS-Oberabschnitt Südost de las Allgemeine SS. El 23.º SS-Standarte era el equivalente de las Allgemeine SS al personal de las Waffen-SS de la región, muchos de los cuales estaban estacionados en Auschwitz.
Además de estar bajo una cadena de mando directa y geográfica, la naturaleza del trabajo en Auschwitz también hizo que el campo quedara bajo la esfera del Reichssicherheitshauptamt, o RSHA. Tanto Reinhard Heydrich como más tarde Ernst Kaltenbrunner fueron informados de forma rutinaria sobre las actividades en Auschwitz a través de Adolf Eichmann, jefe asignado del RSHA Referat IV B4 (Subdepartamento IV-B4 del RSHA), que se ocupaba de supervisar el transporte de judíos a Auschwitz. Visitó el campamento en varias ocasiones.
Un último grupo que tenía interés en Auschwitz eran los diversos ministerios alemanes que se ocupaban de la producción de guerra, el trabajo esclavo y la mano de obra. Durante los juicios de Núremberg, se puso gran énfasis en el conocimiento que el gobierno civil de la Alemania nazi tenía de Auschwitz, que era una fuente primaria de mano de obra para firmas tan importantes como IG Farben. Tanto Fritz Sauckel como Albert Speer fueron acusados directamente de tener conocimiento de Auschwitz, aunque ambos negaron conocer el alcance del programa de genocidio que se llevaba a cabo allí.
Altos mandos
- Reichsführer-SS Heinrich Himmler (Líder de las SS)
- SS-Obergruppenführer Oswald Pohl (Comandante, de la SS-Wirtschafts-Verwaltungshauptamt)
- SS-Gruppenführer Richard Glücks (Inspección de los Campos de Concentración)

Mandos paralelos
- SS-Obergruppenführer Friedrich-Wilhelm Krüger
- SS-Obergruppenführer Wilhelm Koppe
- SS-Oberführer Julian Scherner

## Mando y personal del campo
El comandante del campo de Auschwitz, así como los oficiales superiores del campo y los suboficiales, eran todos miembros de las SS-Totenkopfverbände o SS-TV. Debido a una directiva de personal de 1941 de la SS-Personalhauptamt, los miembros de las SS-TV también fueron considerados miembros de pleno derecho de las Waffen-SS. Dicho personal estaba además autorizado para exhibir el parche de cuello con una calavera, lo que indica la membresía total tanto en las SS-TV como en las Waffen-SS.
Al comandante de Auschwitz se le asignó un personal administrativo a tiempo completo que ejercía como ayudante principal, así como varios otros oficiales de las SS a cargo del suministro, las finanzas y otras necesidades administrativas. Auschwitz también mantuvo un parque móvil y un arsenal que suministraban al personal de las SS, aunque era de sobra sabido que muchos miembros de las SS compraban sus propias pistolas y otras armas.
El personal administrativo y de suministros de las SS se asignó principalmente al cuartel general en el campo de Auschwitz I. Ese personal, mucho del cual pertenecía a las Waffen-SS pero no miembros de las SS-TV, por lo general no prestaban atención a las actividades más horribles del campo. Oskar Gröning fue un administrativo de Auschwitz muy conocido, que ha aparecido en varios documentales que hablan sobre la vida de los miembros de las SS en Auschwitz, y cómo vivir en el campo fue de hecho una experiencia agradable.
Comandantes de la guarnición
- SS-Obersturmbannführer Rudolf Höss (1940 - 1943/1944)
- SS-Obersturmbannführer Arthur Liebehenschel (1943 - 1944)
- SS-Sturmbannführer Richard Baer (1944 - 1945)

Oficiales superiores adjuntos
- SS-Hauptsturmführer Josef Kramer (Auschwitz I)
- SS-Hauptsturmführer Robert Mulka (Auschwitz I y II)

Oficiales subalternos
- SS-Obersturmführer Karl-Friedrich Höcker (Auschwitz I)

Personal del Cuartel General
- SS-Hauptscharführer Detlef Nebbe (Suboficial Jefe, Estado Mayor de la Comandancia)

Oficina de pagos
- SS-Unterscharführer Oskar Gröning (Empleado de cambio de moneda)

Oficina de correos
- SS-Sturmscharführer Robert Heider (Suboficial de la oficina de correos)

Oficina legal
- SS-Obersturmführer Wilhelm Bayer
- SS-Obersturmführer Heinrich Ganninger

Directores de la administración
- SS-Obersturmbannführer Lukas Möckel

Oficina Central de Administración
- SS-Unterscharführer Franz Romeikat (Asistente administrativo)

Oficina de confiscación de propiedades
- SS-Obersturmführer Theodor Kratzer (Director)

Departamento de personal
- SS-Hauptscharführer Friedrich Schimpf (Alojamiento del personal)
- SS-Oberscharführer Hans Zobisch (Suboficial de personal)

Sección técnica
- SS-Scharführer Georg Engelschall (Suboficial de la Sección técnica)

Parque móvil
- SS-Rottenführer Richard Böch

## Régimen interno del campo
El régimen interno del campo estaba bajo la autoridad de los miembros de las SS-TV que respondían directamente al Comandante del campo a través de oficiales conocidos como Lagerführer. A cada uno de los tres campos principales de Auschwitz se le asignó un Lagerführer ante el que respondían varios suboficiales de las SS conocidos como Rapportführer. El Rapportführer comandaba a varios Blockführer que supervisaban el orden dentro de los cuarteles de prisioneros. Ayudar a las SS con esta tarea fue una obra de los denominados Kapos, que eran prisioneros confiables.
Sección del campo de trabajo
- SS-Unterscharführer Heinrich Oppelt (Director del campo de trabajo)
- SS-Unterscharführer Heinrich Schoppe (Suboficial del servicio de trabajo)

Subsección del campo de mujeres
- SS-Unterscharführer Richard Perschel (Director del campo de trabajo de mujeres)
- SS-Unterscharführer Johann Ruiters (Administración del campo de trabajo de mujeres)

## Guardias del campo
La seguridad externa del campo estaba bajo la autoridad de una unidad de las SS conocida como "Batallón de Guardias" o Wachbattalion. Estos guardias se encontraban en las torres de vigilancia y patrullaban las alambradas perimetrales del campo. Durante una emergencia, como un levantamiento de prisioneros, el Wachbattalion podía desplegarse dentro del campo. El Wachbattalion estaba organizado en líneas militares con un Comandante de Batallón, Líderes de Compañía y de Pelotón, así como suboficiales y soldados de las SS alistados. Los guardias del campo eran miembros de las SS-TV o veteranos de las Waffen-SS integrados en el sistema de campos de concentración debido a heridas de guerra o por alguna otra razón administrativa.
Irónicamente, contrariamente a la imagen estereotipada de los "Guardias del campo de concentración", los miembros del Wachbattalion rara vez, si es que alguna vez, tenían contacto directo con los prisioneros. Ocurrieron excepciones debido a fugas de prisioneros o levantamientos, de los cuales la Revuelta del Crematorio de 1944 (representada en la película La Zona Gris donde el Wachbattalion entraba y ametrallaba un crematorio) es un ejemplo de ello. El 17 de junio de 2016, uno de los últimos guardias de Auschwitz, Reinhold Hanning (94 años) fue declarado culpable como cómplice de asesinato y condenado a 5 años de prisión.
Comandantes del batallón
- SS-Sturmbannführer Max Gebhardt
- SS-Sturmbannführer Arthur Plorin

Comandantes de la Compañía de Guardias
- SS-Sturmbannführer Otto Stoppel

Líderes del Pelotón de Guardias
- SS-Obersturmführer Josef Kollmer

Suboficiales del Batallón de Guardias
- SS-Hauptscharführer Adolf Becker
- SS-Hauptscharführer Matthias Tannhausen
- SS-Oberscharführer Emanuel Glumbik
- SS-Oberscharführer Vinzent Klose
- SS-Unterscharführer Otto Wolnek

Centinelas del Batallón de Guardias
- SS-Unterscharführer Reinhold Hanning
- SS-Rottenführer Erich Dinges

La "base" del Batallón de Guardias consistía principalmente en soldados jóvenes de las SS con el rango de Schütze, Oberschütze y Sturmmann.
Escuadrón Canino de Auschwitz
- SS-Obersturmführer Hans Merbach (Comandante del Escuadrón Canino)

## Personal médico
Auschwitz mantuvo su propio cuerpo médico, dirigido por Eduard Wirths, cuyos médicos y personal médico procedían de las SS. El infame Josef Mengele, por ejemplo, era un médico de campo de las Waffen-SS antes de trasladarse a Auschwitz después de ser herido en combate.
Oficina del médico de la guarnición
- SS-Sturmbannführer Eduard Wirths
- SS-Obersturmführer Franz von Bodmann

Sección de administración médica
- SS-Sturmbannführer Eduard Krebsbach (asignación temporal - cumplió menos de 2 meses)

Oficiales de personal médico
- SS-Hauptsturmführer Josef Mengele
- SS-Hauptsturmführer Alfred Trzebinski
- SS-Obersturmführer Franz Lucas
- SS-Untersturmführer Hans Wilhelm König

Personal médico civil
- Carl Clauberg (médico civil)
- SS-Untersturmführer Walter Goebel (asistente de Clauberg)

Personal de servicio medico
- SS-Oberscharführer Josef Klehr (personal médico y suboficial)
- SS-Unterscharführer Adolf Theuer (ordenanza sanitaria)

Oficina del dentista de la guarnición
- SS-Sturmbannführer Raimond Ehrenberger

Dentistas del personal
- SS-Obersturmführer Willi Schatz

Personal de servicio dental
- SS-Untersturmführer Josef Simon (técnico dental)

Farmacéuticos del campamento
- SS-Sturmbannführer Victor Capesius

Personal de farmacia
- SS-Obersturmführer Gerhard Guber (asistente de farmacéutico)

Veterinarios del campamento
- SS-Sturmbannführer Ludwig Boehne
- SS-Hauptsturmführer Armand Langermann

Instituto de Higiene de Auschwitz
- SS-Untersturmführer Hans Münch (subdirector de higiene)

## Mandos de laGestapodel campo
La Gestapo tenía una gran oficina en Auschwitz, atendida por oficiales y personal uniformado de la Gestapo.
Directores de oficinas políticas
- SS-Untersturmführer Maximilian Grabner

Dirección de oficinas políticas
- SS-Hauptscharführer Helmut Westphal
- SS-Oberscharführer Josef Wietschorek
- SS-Unterscharführer Hermann Kirschner

Oficina de registros políticos
- SS-Untersturmführer Hans Stark (Registro de Defunción)

Departamento de identificación
- SS-Hauptscharführer Bernhard Walter (Suboficial del Departamento de Identificación)
- SS-Rottenführer Ludwig Pach (Controles de Identificación)

Departamento de interrogatorio
- SS-Oberscharführer Klaus Dylewski (interrogador principal)

Departamento de fugas
- SS-Oberscharführer Wilhelm Boger (Suboficial del Departamento de fugas)

Agentes de campo de la Gestapo
- SS-Oberscharführer Josef Erber
- SS-Unterscharführer Perry Broad
- SS-Rottenführer Hans Hoffmann

## Personal involucrado en el genocidio
El personal de las SS asignado a las cámaras de gas estaba técnicamente bajo la misma cadena de mando que el resto del personal interno de las SS del campo, pero en la práctica estaba segregado, trabajaba y vivía prácticamente en el lugar del crematorio. En total, por lo general había cuatro miembros de las SS por cámara de gas, encabezados por un suboficial, que supervisaba a unos cien prisioneros judíos (conocidos como Sonderkommando) obligados a ayudar en el proceso de exterminio.
La entrega real del gas a las víctimas siempre estuvo a cargo de las SS. Esto se logró mediante una unidad especial de las SS conocida como la "División de Higiene" que llevaría el Zyklon B al crematorio en una ambulancia y luego vaciaría el recipiente en la cámara de gas. La División de Higiene estaba bajo el control del Cuerpo Médico de Auschwitz, con el Zyklon B ordenado y entregado a través del sistema de suministro del campo.
Personal de los crematorios de las SS
- SS-Hauptscharführer Erich Muhsfeldt
- SS-Rottenführer Karl Hölblinger

## Personal femenino del campo
Artículo principal: Guardianas en campos de concentración nazis
El personal femenino asignado a Auschwitz se consideraba miembro del Cuerpo Auxiliar de Mujeres de las SS y se conocía como SS-Helferin. Estas mujeres ejercían una variedad de roles, desde secretarias, enfermeras y (más notoriamente) guardias de recintos de mujeres dentro de Auschwitz.